# Énallage
L’énallage (substantif féminin), du grec ἐναλλαγή, enallagê (« interversion, transposition »), du verbe enallassein (« échanger »), est une figure de style qui consiste à remplacer un temps, un mode, la nature d'un mot ou une personne par un autre temps, un autre mode, une autre nature ou une autre personne. Plus globalement, elle consiste à remplacer une forme grammaticale (un pronom, un nom, un temps verbal ou un aspect verbal) par une autre ; on l'appelle également la substitution. Il s'agit donc d'une ellipse particulière proche de l'hypallage et de la syllepse.
L'énallage contribue à créer une image inhabituelle et frappante apte à capter l'attention du lecteur ou de l'auditeur. Elle peut également brouiller le discours lorsqu'elle est continue sur un ilot syntaxique étendu (plusieurs phrases par exemple).

## Exemples
- Énallage portant sur le temps du verbe :

« Je mourais ce matin digne d'être pleurée

J'ai suivi tes conseils,

Je meurs déshonorée »

— Racine, Phèdre
- Énallage portant sur la personne (pronom personnel) passage du vouvoiement au tutoiement :

« Vous ne répondez point ? …perfide ! je le vois,

Tu comptes les moments que tu perds avec moi. »

— Racine, Andromaque
- Énallage portant sur le pronom et le nom :

« (Néron à Narcisse) : Néron est amoureux »

— Racine, Britannicus

## Définition

### Définition linguistique
Étymologiquement la figure signifie « échange » ou « substitution ». Elle concerne uniquement les éléments grammaticaux d'une phrase et qui peuvent être selon Patrick Bacry :

#### Modes et temps verbaux
On emploie alors un mode ou un temps à la place d'un autre, contre la règle de concordance des temps :
On ne parlait chez lui que par doubles ducats.

Et mon homme d'avoir chiens, chevaux et carrosses
— Jean de La Fontaine, L'Ingratitude et l'Injustice des hommes envers la Fortune, Fables
Le poète remplace ici l'imparfait de l'indicatif (parlait) par un infinitif présent (d'avoir). Néanmoins ce remplacement est prévu par la langue française ; on peut alors ne pas parler de figure de style.

#### Catégories grammaticales
Un adjectif peut, par énallage, se substituer à un adverbe, emploi typique des poètes de La Pléiade : « Il vole léger » (pour « Il vole légèrement »).
Certaines expressions, conservées dans la langue moderne et dites figées, fonctionnent sur des énallages comme : « une fenêtre grande ouverte », « discuter ferme » ou « boire sec ».
L'inverse est également possible (adverbe > adjectif) : « Le coureur le plus vite du monde », pour le plus rapide, à la limite de la faute de grammaire.
Les Substantivations adjectivales sont aussi des énallages comme dans « ... un vif, une sorte d'étincelant autour d'eux les distinguait » (Saint-Simon).
La langue populaire recourt parfois à des énallages de type nom > verbe, où le verbe peut même être invariable. Exemple: "baltringue" employé comme participe dans "il a baltringue".
Les auteurs modernes classent ces énallages dans la catégorie des dérivations impropres, du domaine de la lexicologie, et en refusent donc le statut de figure stylistique.

#### Personne et nombre
L’énallage peut porter sur des pronoms personnels, c'est là son emploi le plus fréquent: remplacer nous par on est récurrent dans la langue orale. L'emploi de il à la place de vous ou par ellipse du patronyme comme dans « Il a bien mangé ? » est très pratiqué.
Le passage du vouvoiement au tutoiement et inversement est une énallage évidente dans la langue française, produisant toujours un décalage repérable : « Vous me narguez, tu ne crois pas que tu abuses ? ».
Le nous de modestie ou de majesté, du roi par exemple ou de certaines classes sociales, ou dans les écrits scientifiques et universitaires sont un type d’énallage courant ; il s'agit ici de s’inclure soi et les autres en recourant à un pronom collectif :

« ...si vous dites que nous avons menti, [...] qu'on se moque de vous... »

— Madame de Sévigné
L'indéfini on peut également substituer un il(s), très utilisé notamment par Gustave Flaubert : « Un soir d'automne, on s'en retourna par les herbages » (étant un récit, l'auteur parle des personnages). L'effet est ici de faire participer l'interlocuteur au discours même s'il ne le porte pas en charge.
Les pronoms je et tu sont parfois remplacés par nous et on et permettent par là la convocation de personnages imaginaires que l'on associe au discours ; la rhétorique classique parle alors d'une figure appelée association : « Sus, que de ma maison on sorte de ce pas ! » (Molière, Tartuffe). Orgon s'adresse à des violeurs de propriété imaginaires afin de marquer son sentiment envers son fils.
On peut parler à ce propos d'un usage euphémique de l’énallage : le but est d'atténuer une idée ou un propos en passant sous silence une partie de la phrase. C'est le cas du style journalistique qui implique souvent le lecteur par un usage de l'indéfini : « On a aimé ce film ».
L’énallage peut enfin altérer le nombre grammatical ; l'emploi du mot homme pour les hommes est très courant : « L'homme est un loup pour l'homme. », emploi fréquent dans les allégories.

### Genres concernés
Le théâtre use souvent d'énallages afin de dramatiser le discours et créer des tensions dans les relations dialogiques entre personnages, ainsi chez Jean Racine, dans Andromaque (acte IV, scène V) :

« Hermione

Seigneur, dans cet aveu dépouillé d'artifice,

J'aime à voir que du moins vous vous rendiez justice, [...]

Pyrrhus

[...] Je suivais mon devoir, et vous cédiez au vôtre ;

Rien ne vous engageait à m'aimer en effet.

Hermione

Je ne t'ai point aimé, cruel ? Qu'ai-je donc fait ?

J'ai dédaigné pour toi les vœux de tous nos princes ; »

L'énallage peut également dans le roman permettre de donner davantage de relief dans une description :

« La journée avait été pluvieuse et les hommes qui ne dormaient plus, attendaient l'ordre de combattre. Soudain, des coups de feu se font entendre et un clairon résonne. Il fallut partir en toute hâte. »

## Historique de la notion
L’énallage est une figure polémique, au cœur de divergences concernant l'adoption et la portée du statut de figure de style.
Des auteurs comme Beauzée ou Pierre Fontanier ont refusé à l'énallage le statut de figure de style ; en effet pour le premier elle est « une chimère inventée par les Grammatistes qui n'ont pas su analyser les phrases usuelles » (Encyclopédie, article Subjonctif). Pour le second elle est une figure de construction « par révolution » selon ses mots c'est-à-dire par « arrangement nouveau et tout particulier [qui] s'écarte du langage ordinaire ».
Dumarsais  va même plus loin, y voyant une faute grammaticale sans recherche esthétique, « une prétendue figure de construction, que les grammairiens qui raisonnent ne connaissent point, mais que les grammatistes célèbrent », ce que Clérico relève, parlant d'une « figure chimérique » (voir bibliographie).
Néanmoins des auteurs récents comme Bonhomme dans Pragmatique des figures du discours y voient une figure essentielle de la pragmatique du discours. 
Reboul définit une énallage comme une figure de sens qui consiste à remplacer une forme grammaticale par une autre, inhabituelle comme dans « acheter français » ou « voter utile » (adjectif à adverbe) ou comme dans « On les aura ! » (« nous les aurons », d'une personne à une autre), conférant à la figure une portée stylistique certaine.

## Énallage dans le Coran
Avec pas moins de 1000 cas d'énallages (en arabe : iltifat  التفات), le Coran est probablement l'ouvrage qui en compte le plus grand nombre. Les exégètes et savants religieux musulmans considèrent ce phénomène une marque d'éloquence, alors que d'autres y voient des erreurs linguistiques et l'attribuent à une compilation défectueuse des textes du Coran, à une maladie mentale appelée trouble du langage, ou à l'origine non-arabe de son rédacteur[source insuffisante].
L'énallage dans le Coran porte sur tous les éléments du discours: les prénoms (1ère, 2ème et 3ème personne), les trois temps de la langue arabe (présent, passé et imparatif), le nombre (singulier, duel et pluriel), le genre (masculin, féminin et non-raisonnable غير عاقل), les prépositions, l'article défini, la forme du pluriel (pluriel arabe remplacé par le pluriel hébraïque, notamment avec le terme nabi (prophète) anbiya' – nabiyyoun).

### Figures proches
- Figure « mère » : substitution
- Figures « filles » : aucune
- Paronymes : aucun
- Synonymes : ellipse (rhétorique), hypallage, syllepse
- Antonymes : aucun